# Qualitätswein bestimmter Anbaugebiete
Qualitätswein bestimmter Anbaugebiete, auf dem Weinetikett meist abgekürzt Q. b. A. oder einfach QbA, war bis zum Jahr 2012 eine Qualitätsstufe deutscher Weine – über Tafel- und Landwein und unter der von Prädikatswein verortet. Die Nachfolgebezeichnung im Weingesetz § 3 lautet „Qualitätswein“.
Im Gegensatz zu anderen Qualitätsstufen (z. B. beim Tafelwein) müssen hier die Trauben aus einem einzigen der in Deutschland zugelassenen Anbaugebiete und dürfen ausschließlich von zugelassenen Rebsorten der Art Vitis vinifera stammen. Ist die Rebsorte noch im Zulassungsverfahren, so muss die Bezeichnung „aus Versuchsanbau“ auf dem Flaschen-Etikett vermerkt sein.
Die höheren Anforderungen bei solchen Weinen richten sich besonders an den Reifegrad des Leseguts:
Das Mostgewicht muss je nach Anbaugebiet und Rebsorte mindestens 50 bis 72 Grad Oechsle aufweisen. So beträgt beispielsweise im deutschen Bundesland Rheinland-Pfalz das Mindestmostgewicht für QbA-Dornfelder 68 ° Oechsle. Eine Anreicherung durch Zucker (nur Fructose oder Glucose) vor der Gärung (Chaptalisation) ist erlaubt. QbA-Weine werden einer analytischen Prüfung unterzogen, die nach organoleptischen, weinrechtlichen und chemischen Kriterien erfolgt, und tragen auf dem Etikett eine amtliche Prüfungsnummer, außerdem müssen sie über einen Gesamtalkoholgehalt von mindestens 9 % bei einem vorhandenen Alkoholgehalt von 7 % verfügen; die Differenz ist der Restzuckergehalt im Wein und bestimmt somit seine Süße.

## Bestimmtes Anbaugebiet
Das bestimmte Anbaugebiet bestimmt eine Abgrenzung der Fläche, auf der „Qualitätsweinbau“ legal möglich ist, also Qualitätswein bestimmten Anbaugebiets (b.A.) bzw. Qualitätswein b.A. mit Prädikat erlaubt ist.
Die Begriffe „bestimmtes Anbaugebiet“, „Weinbaugebiet“ und „Weinanbaugebiet“ werden häufig – nicht ganz korrekt – synonym gebraucht.
Siehe: Qualitätsweinanbau in Deutschland

## Qualitätswein garantierten Ursprungs
Die traditionelle spezifische Bezeichnung „Qualitätswein garantierten Ursprungs“ (Q.g.U.) wurde für Deutschland für bestimmte Qualitätsweine bestimmter Anbaugebiete (Q. b. A.) anerkannt durch Artikel 15 Absatz 2 der Verordnung (EWG) Nr. 823/87 des Rates vom 16. März 1987. Die Bezeichnung ist seit 1994 möglich. Dabei handelt es sich um für ein Anbaugebiet oder eine Teilregion typische Rebsortenweine der Qualitätsstufe Q. b. A. Von der Bezeichnung Q.g.U. zur Garantie geografischen Ursprungs wird in Deutschland jedoch kaum Gebrauch gemacht.

## Andere Länder
Ähnliche, wenn auch nicht immer vergleichbare regionale Einteilungen sind auch in anderen Ländern wie Frankreich, Italien, Spanien oder Portugal zu finden: In Frankreich z. B. gelten für Weine subregionaler und kommunaler Appellation d’Origine Contrôlée (AOC) wie etwa Margaux strengere Anforderungen an Höchstertrag und Mostgewicht als für regionale AOC wie z. B. Bordeaux Supérieur.
Über diese Einteilung hinaus vergeben einige Organisationen (Appellationen) zusätzliche Prädikate für bestimmte Weingüter und Weinlagen (z. B. Premier Cru oder Grand Cru). In Italien sind die Bezeichnungen Denominazione di origine controllata (DOC) und DOCG vergleichbar, welche auch durch Subzonen und Prädikate wie „classico“ undsoweiter aufgewertet werden.